# Parietaria officinalis
Parietaria officinalis L. è una pianta angiosperma dicotiledone della famiglia delle Urticaceae, comunemente nota come erba vetriola, erba vento, erba di muro, erba fuffa, gamba rossa o muraiola.
È una specie fortemente allergenica.

## Etimologia
Deve il suo nome al suo habitat favorito: i vecchi muri (paries in latino), meglio se all'ombra e in terreni ricchi (azotati).

## Descrizione
Pianta erbacea perenne, alta fino a 70 cm.
Il fusto è eretto, rosso-bruno, cilindrico, peloso.
Le foglie sono ovali, lanceolate a margine intero, alterne, picciolate, di sotto munite di microscopici peli uncinati. A differenza dell'ortica non sono urticanti.
I fiori sono minuscoli, unisessuali, verdi e raggruppati in glomeruli all'ascella delle foglie. Presentano un perigonio diviso in quattro tepali ovali.
Nell'infiorescenza sono presenti tre tipi di fiori: quelli maschili, quelli femminili e quelli ermafroditi. Fiorisce da maggio a ottobre. Anche nel periodo della fioritura questa pianta è praticamente inodore.
Il frutto è un achenio ovale.

## Distribuzione e habitat
Il suo areale si estende dall'Europa sino all'Iran e al Turkmenistan.
Si trova facilmente ai bordi delle strade lungo i muretti a secco, ma anche lungo le siepi e nei boschi.

## Proprietà
Le foglie e i fiori di Parietaria officinalis contengono flavonoidi quali ad esempio la quercetina, il kaempferolo e l'isoramnetina.
La pianta contiene tannino, flavonoidi e nitrato di potassio.
Ha proprietà diuretiche, emollienti, sudorifere, depurative ed espettoranti. Nella medicina popolare viene raccomandata per sgretolare ed espellere i calcoli renali.
Causa una delle più comuni forme di allergia ai suoi pollini in particolare nell'area mediterranea.

## Usi
Fino a pochi anni fa, questa pianta veniva comunemente usata per pulire l'interno delle bottiglie e dei fiaschi grazie ai microscopici peli delle sue foglie (da qui il nome comune erba vetriola).
Un altro utilizzo popolare di questa pianta è quello di lenire il prurito dovuto al contatto con la sostanza urticante dell'ortica, strofinandola senza troppo vigore sulla parte lesa.
Nell'uso popolare e alimurgia, le giovani foglie primaverili private del gambo e dei fiori ascellari e lessate (10 minuti) vengono impiegate come gli spinaci. Sono altresì ottime per ripieni, frittate, minestre o come contorno insieme ad altre erbe di campo.

## Galleria d'immagini

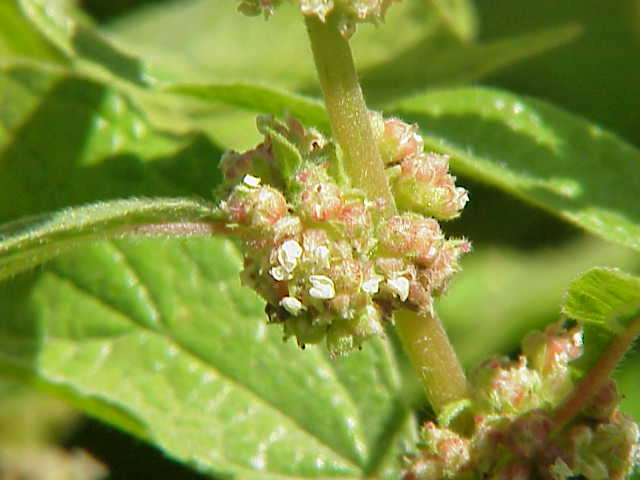
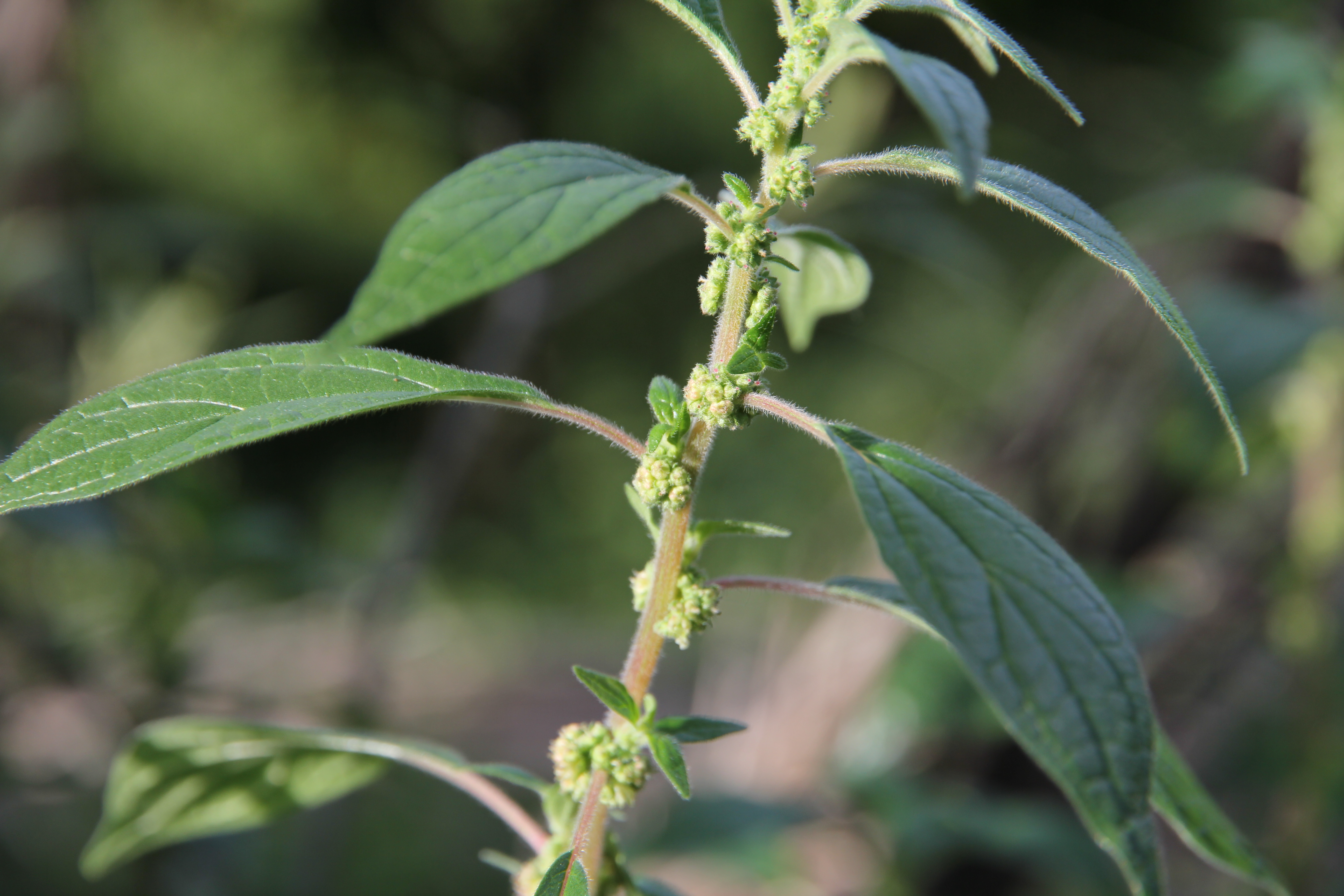
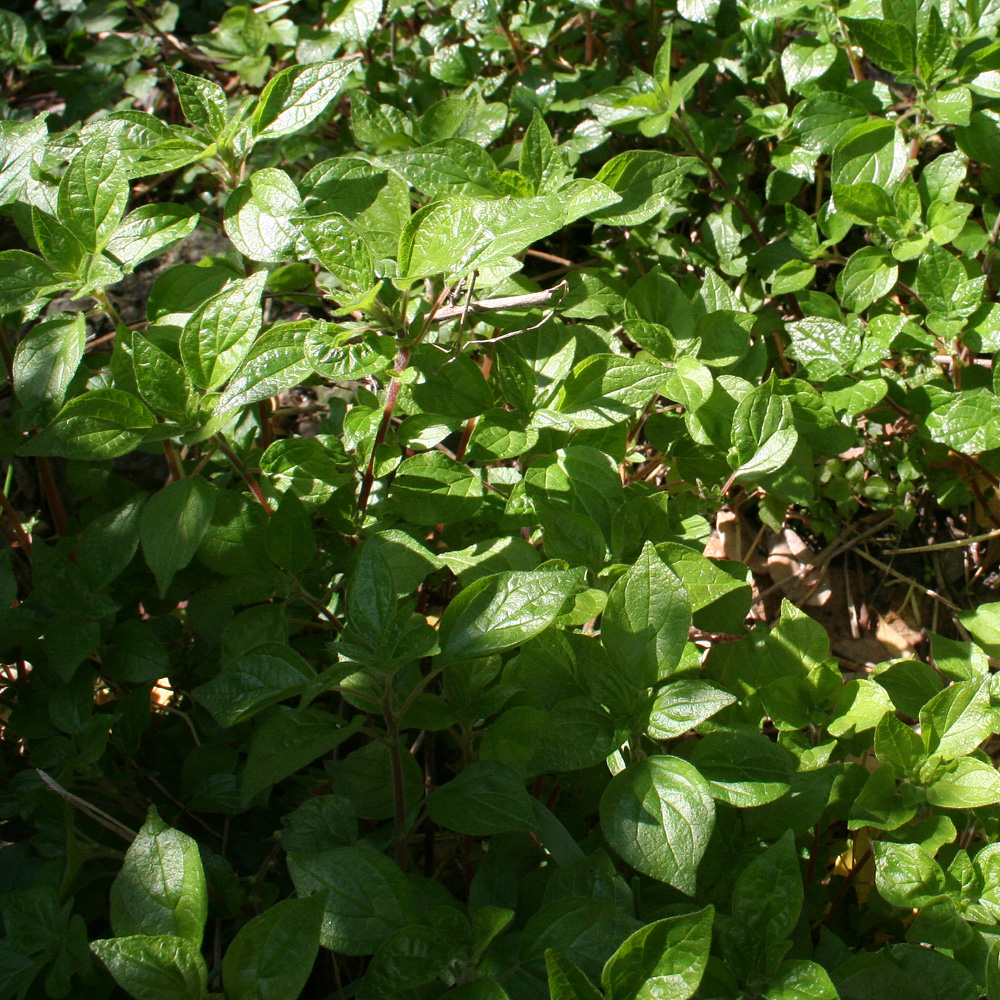
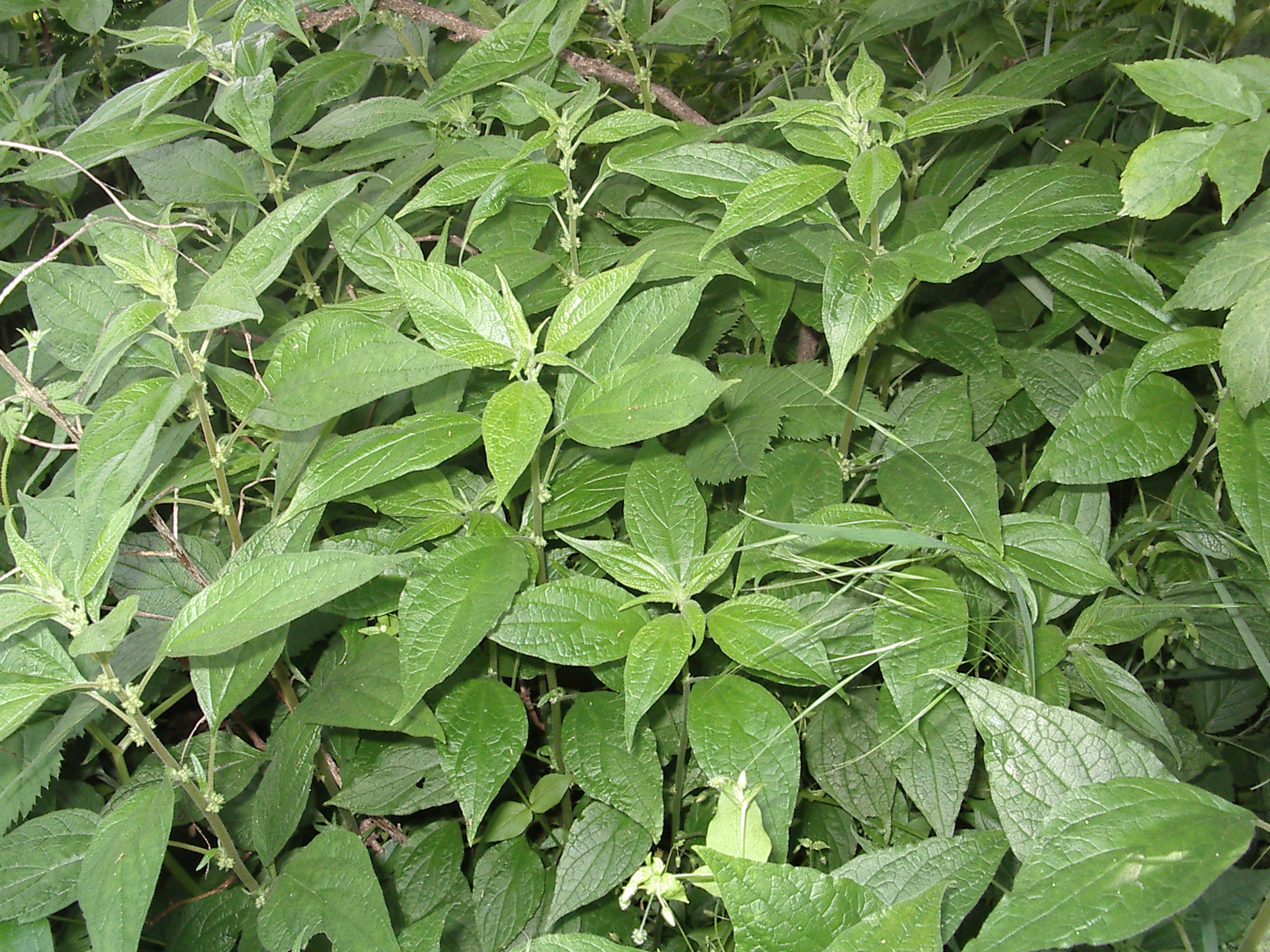
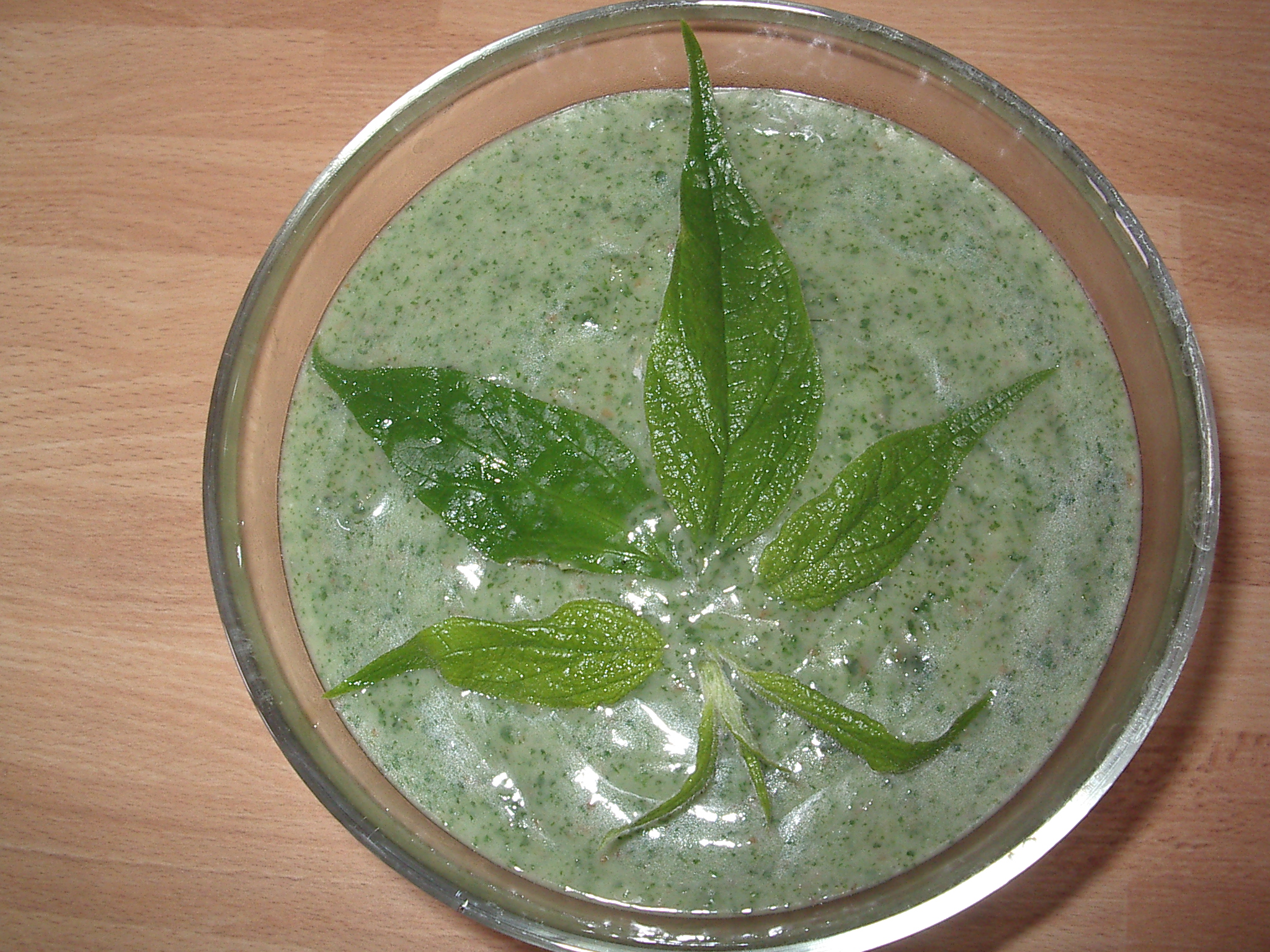
Crema di Parietaria officinalis